# Düzce
Düzce è una città della provincia di Düzce, in Turchia, che ha una popolazione di 207 681 abitanti e dista 240 km dalla capitale Ankara e 228 km da Istanbul.

## Storia
L'antica città di Konuralp si trova 8 km a nord di Düzce; i primi insediamenti risalgono al III secolo a.C. Fino al 74 a.C. era una delle città più importanti del Regno di Bitinia, che comprendeva le attuali province di Bilecik, Bolu, Sakarya, Kocaeli. Fu conquistata dal Regno del Ponto e successivamente dall'Impero Romano. Durante il periodo romano la città fu influenzata dalla cultura latina, e cambiò nome in Prusias ad Hypium. Successivamente il cristianesimo interessò la città e dopo la separazione dell'Impero Romano nel 395, fu controllata dall'Impero Romano d'Oriente (il successivo Impero Bizantino).
Konuralp Bey, uno dei comandanti di Osman Gazi, ricevette l'ordine di conquistare Düzce e i suoi dintorni nelle terre ottomane. Nel XIV secolo conquistò Duzbazaar (Düzce) e la Prusias romana dopo una battaglia contro i bizantini. I primi amministratori ottomani a Düzce furono Konuralp Bey, Sungur Bey, Semsi Bey e Gunduz Alp. Durante la fine del XVI secolo gli abitanti del villaggio scelgono questo luogo come mercato; si chiamava Düzce Bazaar al centro della pianura.
Durante l'Impero Ottomano, Düzce fornì legname alla Marina e divenne un importante centro di trasporto tra Istanbul e le città orientali come Sivas ed Erzurum. Nel XVIII e XIX secolo i commercianti presero il controllo di Düzce e il commercio fiorì.
Durante i sultanati di Abdulaziz e Abdulmecit, gli immigrati dal Caucaso, dal Mar Nero orientale, dall'Anatolia orientale e dai Balcani aumentarono la popolazione di Düzce, dato che il governo forniva gratuitamente la terra. Aveva 137 villaggi e 66.618 case con una popolazione di 36 088 persone, ai tempi di Abdulmecit II.
Alla fine del XIX e all'inizio del XX secolo, Düzce faceva parte del Vilayet di Kastamonu dell'Impero Ottomano.
Con l'istaurazione della Repubblica Turca, la città ebbe un grande sviluppo industriale e commerciale, data la vicinanza alle grandi città, ai porti e alle risorse naturali, la facilità di trasporto, le bellezze naturali e la struttura sociale la rendono attraente per gli investimenti. Düzce è una delle città più sviluppate industrialmente della Turchia. Soprattutto è famosa in tutto il mondo per il legname e le armi sportive e da caccia. I principali settori economici sono la produzione forestale, i componenti automobilistici, il tessile, le armi da caccia e sportive, il cemento, i prodotti farmaceutici, la frutta secca e il tabacco. Ci sono circa 100 aziende che lavorano in diversi settori come segherie, produzioni lattiero-casearee, mangimi per animali, mulini, industria dell'imballaggio, ecc. Un ruolo importante lo svolge anche l'agricoltura.
Düzce è stata colpita da diversi terremoti nel corso del XX secolo: il terremoto di Düzce del 1944, il terremoto di Abant del 1957, il terremoto di Adapazari del 1967 e nel 1999 fu danneggiata dal terremoto di Izmit del 17 agosto. È stata gravemente danneggiata da un altro terremoto (terremoto di Düzce) il 12 novembre 1999 alle 18:57. La magnitudo del terremoto è stata di 7,2 della scala di magnitudo Richter, è durato 30 secondi, uccidendo 845 persone e ferendone oltre 5.000. Per ricostruire rapidamente le aree danneggiate dal terremoto, il Consiglio dei ministri ha fatto di Düzce l'81ª provincia della Turchia nel 1999.